# Lance Berkman
William Lance Berkman (nascido em 10 de fevereiro de 1976), apelidado de Big Puma e Fat Elvis, é um ex-jogador profissional de beisebol que atuou como defensor externo e primeira base. Jogou 15 temporadas na Major League Baseball (MLB) pelo Houston Astros, New York Yankees, St. Louis Cardinals e Texas Rangers. Berkman foi convocado seis vezes para o All-Star Game e venceu a World Series de 2011 com os Cardinals. Berkman passou várias temporadas de sua carreira jogando nas três posições do campo externo.